# Proctacanthus nigriventris
Proctacanthus nigriventris är en tvåvingeart som beskrevs av Macquart 1838. Proctacanthus nigriventris ingår i släktet Proctacanthus och familjen rovflugor. Inga underarter finns listade i Catalogue of Life.